# Elandantilope
De elandantilope (Tragelaphus oryx) is een grote Afrikaanse antilope. Samen met de reuzenelandantilope vormt hij het ondergeslacht Taurotragus van Tragelaphus, dat soms als een apart geslacht wordt beschouwd.
Elandantilopen leefden oorspronkelijk op de open en licht beboste savannen, die zich vroeger uitstrekten van de Kaap, noordwaarts tot de rand van het Kongogebied, de Nijl en de drogere streken van Noord-Kenia. Tegenwoordig is hun leefgebied meer versnipperd.
Ze leven voornamelijk van bladeren, vruchten en zaden, die ze van struiken en kleine bomen plukken, kruiden en grassen, en knollen en bollen, die ze met de hoeven opgraven.

## Gedrag
De vrouwtjes zijn kuddedieren: vrouwtjes leven samen met hun jongen en de jongen uit de vorige worp in een kudde. Volwassen mannetjes leven meestal solitair en houden zich meer op in bebost gebied. Soms trekken mannetjes (voornamelijk jonge) met elkaar op, in groepen tot zo'n zeven dieren. Aan het begin van het regenseizoen sluiten de kudden zich aan bij grotere kudden, bestaande uit enkele honderden elandantilopen, die van de bossavannes naar de meer open vlakten trekken. Deze vallen weer uit elkaar aan het begin van het droge seizoen.
De kalveren vormen de kern van een groep, en trekken voornamelijk met elkaar op. Op deze manier kunnen wel 50 kalveren met elkaar optrekken in een groep. In deze groepen wordt de hiërarchie bepaald. Bij gevaar (bijvoorbeeld leeuwen) verdedigen de vrouwtjes gezamenlijk de kalveren. Kalveren worden geboren na een draagtijd van negen maanden. De meeste jongen worden geboren aan het einde van het droge seizoen.
De elandantilope kan tot 25 jaar oud worden.
Elandantilopen kunnen snelheden bereiken tot 70 kilometer per uur en tot 3 meter hoog springen. Ze kunnen in het regenseizoen vele kilometers afleggen, en het woongebied kan wel 500 hectare beslaan.

## Beschrijving
De elandantilope is een zeer grote antilope. Enkel de reuzenelandantilope wordt groter. De antilope heeft een korte, licht geelbruine vacht. Over de rug loopt een zwarte aalstreep en korte manen. Over de romp lopen tot 15 dunne, roomkleurige strepen. De hoorns zijn spiraalvormig gedraaid en worden door beide geslachten gedragen. Ook hebben beide geslachten een halskwab. De staart is lang, zo'n 50 tot 90 centimeter, met een zwarte kwast aan het uiteinde. De oren zijn vrij smal en klein. De snuit en bek
is smal, vergeleken met runderen.

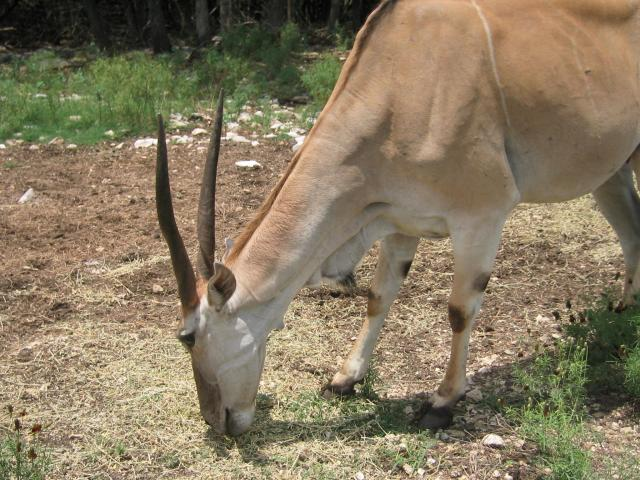
De elandantilope

Mannetjes worden groter dan de vrouwtjes en hebben langere hoorns, tot 120 centimeter. Op het hoofd hebben ze een kruinknot, een donkerbruine haarklit. Het mannetje wordt 240 tot 345 centimeter lang, 135 tot 178 centimeter hoog en 400 tot 942 kilogram zwaar. Oudere mannetjes zijn zwaarder, met een grotere halskwab en een grijze nek en schouders. De hoorns van het vrouwtje worden slechts 60 centimeter lang. Het vrouwtje wordt 200 tot 280 centimeter lang, 125 tot 160 centimeter hoog en 300 tot 600 kilogram zwaar.

## Tamme elandantilopen
Elandantilopen zijn makkelijk te temmen, en in sommige delen van Afrika worden ze gehouden voor de melk en het vlees.